# 東吉島氣象站
東吉島氣象站位於臺灣澎湖縣望安鄉東吉島上，屬於中華民國交通部中央氣象署轄下的四等氣象測報機構，全名為交通部中央氣象署東吉島氣象站，其設站目的為加強臺灣海峽與澎湖近海的海象測報需求而設置。

## 沿革
1945年第二次世界大戰戰後臺灣省政府氣象局有鑑於臺灣海峽，及澎湖近海地區時常發生海難意外，面對輿論壓力下，因此決定於澎湖縣望安鄉東吉村設立東吉島測候所，於1962年9月11日組織編制設立，同年10月1日東吉島測候所竣工啟用，開始臺灣海峽的海象測報工作。
1971年7月1日臺灣省氣象局恢復建置，改稱中央氣象局，轄下氣象測報機構全銜更名，東吉島測候所全銜改為中央氣象局東吉島測候所。1977年7月1日在更名為東吉島氣象測站，1989年第三度更名為東吉島氣象站，全銜不變至今。
2009年澎湖縣政府文化局出版《歲月．印記—澎湖空襲憶往1944 -1945》照片展紀念手冊，書中一幅日治時期美軍轟炸東吉島之照片，標註為東吉島測候所遭轟炸，根據廖英雁於2020年4月考據，東吉島氣象站於1962年成立，非臺灣日治時期，也未經歷過澎湖大空襲時期，實為日治時期日本人所設立的防空警戒哨，該書之標註屬澎湖縣政府文化局誤植。
2017年6月13日東吉島氣象站觀測到東吉島東邊約5公里出現水龍捲，為澎湖氣象觀測史上第二次觀測到水龍捲現象，兩次觀測紀錄都在東吉島近海觀測到，此次水龍捲現象自當天上午10時2分形成，由南向北移動約2公里，時間持續約6分鐘，直到10時8分消散，全程由東吉島氣象站主任李木林觀測紀錄，為十分罕見的水龍捲形成至消散全程記錄。

## 站體結構
東吉島氣象站建站初期採咾咕石加鋼筋混凝土結構興建，為兩層樓建築，一樓除了作業空間外，還包含發電機室、蓄電池室、廁所，以及宿值室等。二樓則作為庫房，以及風力塔一座。2007年5月21日東吉島氣象站新辦公廳舍動工，於2009年5月12日竣工啟用，舊辦公廳舍拆除。

## 編制
東吉島氣象站依照中央氣象署四等氣象站之編制，設有主任1人、職員2人，以及工友2人。並且因東吉島氣象站所在之島嶼環境較特殊，須配合來往東吉島及澎湖本島船班上下班及運補物資，因此值班站員採月輪班制，平時值班站內會有1名職員與1名工友，每月四日為交接班日，但遇有天候不佳船班延期則交接班順延。

## 觀測項目

### 氣象觀測
東吉島氣象站目前每日觀測五次，以臺灣標準時間08、09、11、14、17五次觀測，夜間值夜維護儀器正常運作與辦公廳舍工作環境安全，颱風警報期間，依規定加強觀測並提供颱風警報單親自送達相關受供單位，災害性天氣依規定處理並利用LSR（特定氣象資訊自動監測提示及通報紀錄系統）通報氣象預報中心。

### 海浪測報
每小時自動觀測一次，將資料傳回海象測報中心。

### 地震測報
氣象站內的地震測報儀器所觀測資料，自動傳送地震測報中心。

### 通信作業
每日定時以自動測報編碼傳輸作業系統傳送回臺北的氣象預報中心，每月三次與中央氣象署署本部及澎湖氣象站進行單邊帶調變試通。

### 儀器保養維護與資料保管
值班人員依中央氣象局氣象觀測儀器維護規範手冊，實施儀器保養維護，注意觀測儀器周遭環境整理及保養，發電機組每週固定啟動運轉測試、太陽能發電機組每天固定記錄供電情況，觀測坪及風力塔則固定油漆保養。

### 氣象服務
東吉島氣象站開放外界撥打該站電話詢問氣象站之實測資料及預報資料。

## 外部連結
- 交通部中央氣象署 東吉島氣象站 （页面存档备份，存于）